# Salamon János Petényi
Pour les articles homonymes, voir Petényi.
Dans le nom hongrois Petényi Salamon János, le nom de famille précède le prénom, mais cet article utilise l’ordre habituel en français Salamon János Petényi, où le prénom précède le nom.
Salamon János Petényi (Ábelfalva, comitat de Nógrád, 30 juillet 1799 – Pest, 5 octobre 1855) est un zoologiste hongrois fondateur de l'ornithologie et de la paléontologie hongroises.

## Carrière
Son père Gábor Petényi, pasteur luthérien à Ábelfalva (aujourd'hui Ábelová en Slovaquie) où il prêche en slovaque, est à l'époque l'exégète et orientaliste le plus connu de l'Église évangélique de Hongrie. Suivant les traces de son père, après avoir fait ses études à Losonc et Besztercebánya puis à Selmec (aujourd'hui Lučenec, Banská Bystrica et Banská Štiavnica en Slovaquie), Salamon János Petényi se prépare à devenir pasteur en étudiant la théologie à Pozsony (aujourd'hui Bratislava) et à Vienne. Cependant, partageant l'ouverture d'esprit multidisciplinaire de son père, il se passionne pour l'étude de la nature et fréquente de célèbres naturalistes comme Josef Natterer (de), Johann Jacob Heckel et Vincenz Kollar. Il n'accepte pas les postes de professeur ou de pasteur qui lui sont proposés, car il préfère mener indépendamment, au cours de nombreux voyages, ses observations zoologiques qui suscitent l'intérêt et la considération de la communauté scientifique. Il gagne même sa vie quelque temps en tant que garde forestier, puis est invité par son ami paléontologue Ferenc Kubinyi (eo) à Videfalva (aujourd'hui Vidiná) dans le comitat de Nógrád.
En 1826, il devient tout de même pasteur à Cinkota, puis en 1833 il déménage pour Pest et devient en 1834 responsable de la collection zoologique du Musée national hongrois, tout en gardant à Pest une activité pastorale réduite. Il organise la collection d'ornithologie du musée et lui fait don de sa propre collection. Il est alors déjà une référence scientifique internationalement connue, et est en rapports amicaux et professionnels avec les principaux ornithologues de l'époque, Johann Friedrich Naumann, fondateur de l'ornithologie allemande, et Christian Ludwig Brehm, célèbre pour son encyclopédie animale. Il est finalement, avec un peu de retard, élu en 1846 membre de l'Académie hongroise des sciences, alors qu'il est déjà membre de nombreuses sociétés savantes étrangères. Il est également le premier en Hongrie à préconiser la protection animale.
À sa mort précoce en 1855, il lègue à l'Académie hongroise des sciences les notes qu'il avait préparées en vue de leur publication. Mais lors de cette « période Bach » de l'empire d'Autriche, à mi-chemin entre l'écrasement de la révolution hongroise de 1848 et le Compromis de 1867, les tensions sont vives entre ancien autoritarisme autrichien et nouveau nationalisme hongrois, et malheureusement les appuis de Petényi, et notamment Ferenc Kubinyi, sont en position difficile par rapport à la nouvelle tendance politique et sociale. C'est ainsi que les notes de Pétényi ne sont pas publiées par l'Académie hongroise, à part un seul cahier de paléontologie en 1864,. Ces notes sont conservées par Ferenc Kubinyi, mais celui-ci meurt en 1874 et la plupart d'entre elles sont perdues. Par la suite, seuls des fragments en sont publiés en 1898 et 1904 par l'ornithologue Titusz Csörgey, sous la direction d'Ottó Herman qui, selon la légende non confirmée par Herman lui-même mais racontée par les historiographes, en avait récupéré des feuilles sur le marché de la place Teleki, où un marchand de fruits utilisait comme papier d'emballage les dessins d'oiseaux de Petényi.

## Travaux scientifiques
Au cours de ses nombreux voyages à partir de 1824 dans diverses parties de la Hongrie de l'époque, il découvre plusieurs spécimens notables d'animaux qu'il fait connaître à des savants étrangers avec qui il est en contact, notamment des oiseaux qu'il décrit principalement dans la revue Isis du naturaliste allemand Lorenz Oken. Pendant la période où il est pasteur à Cinkota, il recherche, examine et décrit tous les mammifères et oiseaux de la région. Il découvre et publie plusieurs espèces d'oiseaux, et il est par exemple l'auteur du nom scientifique de la souris glaneuse, dont la description par Petényi est publiée après sa mort par Kornél Chyzer : Mus spicilegus Petényi, 1882. Sa Faune (Fauna) ou Faune ornithologique (madárvilág) de la Hongrie n'est connue que par les fragments publiés post mortem, mais fait de lui pour les ornithologues le fondateur de l'ornithologie en Hongrie. Ces notes bien ordonnées comprenaient tous les vertébrés, y compris quelques fossiles, celles des oiseaux étant les plus complètes, avec caractéristiques de l'espèce, précisions de biologie et de géographie aviaire, et terminologies hongroise et allemande.
Il s'intéresse également à l'ichtyologie et définit de nombreuses espèces et sous-espèces ; son ami Heckel donne son nom en 1847 à une espèce de barbeau proche du barbeau méridional, Barbus petenyi,. Ce sont les notes d'ichtyologie de Petényi, incluant les dénominations populaires hongroises, qui incitent plus tard Ottó Herman à publier Petényi et à étudier lui-même l'ichtyologie à partir de 1883.
Dans la dernière décennie de sa vie, ses résultats zoologiques et sa mentalité en avance sur son temps quant aux origines et à l'évolution des espèces le conduisent à la paléontologie. Ses fouilles de 1849 dans les failles karstiques de la colline Szőlő-hegy de Beremend marquent le début de l'étude scientifique des fossiles de vertébrés en Hongrie, avec la méthode totalement nouvelle de Petényi qui tâche d'explorer entièrement un site et cherche un lien évolutif entre espèces disparues et espèces vivantes (alors que ce n'est qu'en 1859 que Darwin publie De l'origine des espèces). Se rendant compte que les sites les plus accessibles pour trouver des espèces animales disparues sont les grottes, Petényi visite en juillet 1854 avec János Kovács (eo) les grottes de la zone des monts du Bihor entre les rivières Körös septentrionale et médiane (Sebes-Körös et Fekete-Körös, aujourd'hui en Roumanie Crișul Repede et Crișul Negru). Il mène ses recherches paléontologiques et zoologiques sur des sites connus ou prometteurs choisis de façon délibérée et méthodique, et visite ainsi de nombreuses grottes de la Hongrie de l'époque. Il dresse un catalogue des fossiles de Hongrie indiquant le lieu, les circonstances et l'importance de chaque découverte, et rédige un registre des grottes de Hongrie, aujourd'hui perdu mais qui était probablement le premier en Hongrie.